# マルコ・ロドリゲス
マルコ・ロドリゲス（Marco Rodriguez, 1973年11月10日 - ）は、メキシコ出身の元サッカー審判。フルネームはマルコ・アントニオ・ロドリゲス・モレノ（Marco Antonio Rodriguez Moreno）。母国語であるスペイン語に加え、英語も使用できる。

## 経歴
1997年に審判資格を取得し、2000年に国際サッカー連盟 (FIFA) に国際審判員として登録される。FIFAワールドカップは2006年ドイツ大会・2010年南アフリカ大会・2014年ブラジル大会の3大会連続で主審を担当。特に、自身の最初で最後となる決勝トーナメント担当となる準決勝・ブラジル対ドイツ（ドイツがホスト国ブラジル相手に7-1の大勝を収め、俗に「ミネイロンの惨劇」と称された試合）で主審を務めた。
試合中にカード（イエローカード・レッドカード）を出すことを厭わないといわれており、2006年ドイツW杯ではシリル・ドモロー（コートジボワール）とアルベルト・ナジ（セルビア・モンテネグロ）に、2010年南アフリカW杯ではティム・ケーヒル（オーストラリア）とマルコ・エストラーダ（チリ）にいずれもレッドカードを提示した。一方で、2014年ブラジルW杯ではグループD・イタリア対ウルグアイでイタリアのクラウディオ・マルキジオを一発退場にした一方で、ウルグアイのルイス・スアレスによる、いわゆる「噛みつき事件」を見逃した（しかもこのプレーにイタリアの選手が抗議している間にウルグアイが決勝点を挙げた）として批判を浴びた。
ブラジルW杯終了後の2014年7月16日、審判からの引退を発表した。

## 挿話
たとえ不鮮明な写真などでも、非常に太くて黒い眉が特徴的で人の印象に残りやすい。また、その黒い眉のせいもあり少し離れて眺めると目の回り広範囲が黒く落ちくぼんでいるように見える顔だちで、その風貌から地元メキシコではチキドラキュラ（"Chiquidracula" チキはスペイン語で「小さい」「チビの」の意。つまり“小さいドラキュラ”）のあだ名で親しまれている。